# Borek (Rokycany)
Borek je vesnice, část města Rokycany ve  stejnojmenném okrese v Plzeňském kraji. Nachází se asi dva kilometry východně od Rokycan. Borek leží v katastrálním území Borek u Rokycan o rozloze 2,18 km². Prochází tudy silnice II/605 a železniční trať Praha–Plzeň; zastávka zde není.

## Historie
První písemná zmínka o vesnici pochází z roku 1390.

## Obyvatelstvo
| Rok            | 1869 | 1880 | 1890 | 1900 | 1910 | 1921 | 1930 | 1950 | 1961 | 1970 | 1980 | 1991 | 2001 | 2011 | 2021 |
| -------------- | ---- | ---- | ---- | ---- | ---- | ---- | ---- | ---- | ---- | ---- | ---- | ---- | ---- | ---- | ---- |
| Počet obyvatel | 473  | 504  | 544  | 513  | 586  | 618  | 589  | 427  | 440  | 405  | 335  | 271  | 261  | 387  | 447  |
| Počet domů     | 69   | 78   | 76   | 76   | 79   | 87   | 100  | 100  | 100  | 110  | 109  | 125  | 132  | 155  | 174  |

## Obecní správa
Při sčítání lidu v letech 1869–1950 Borek byl samostatnou obcí, se kterým patřil nejprve do okresu Plzeň, ale v letech 1900–1950 do okresu Rokycany. Od roku 1960 je částí města Rokycany v okrese Rokycany.

## Galerie

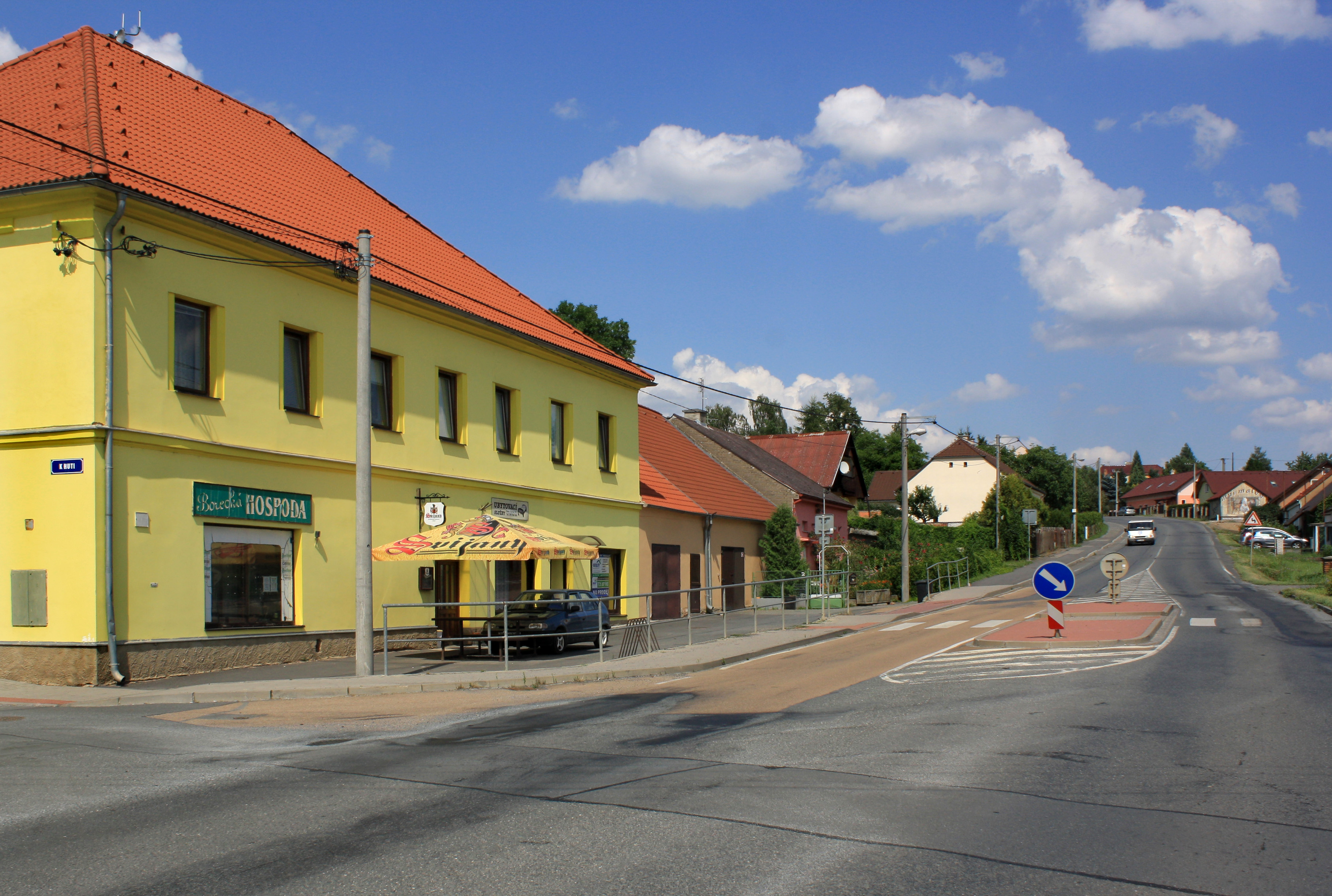
Restaurace u Pražské ulice
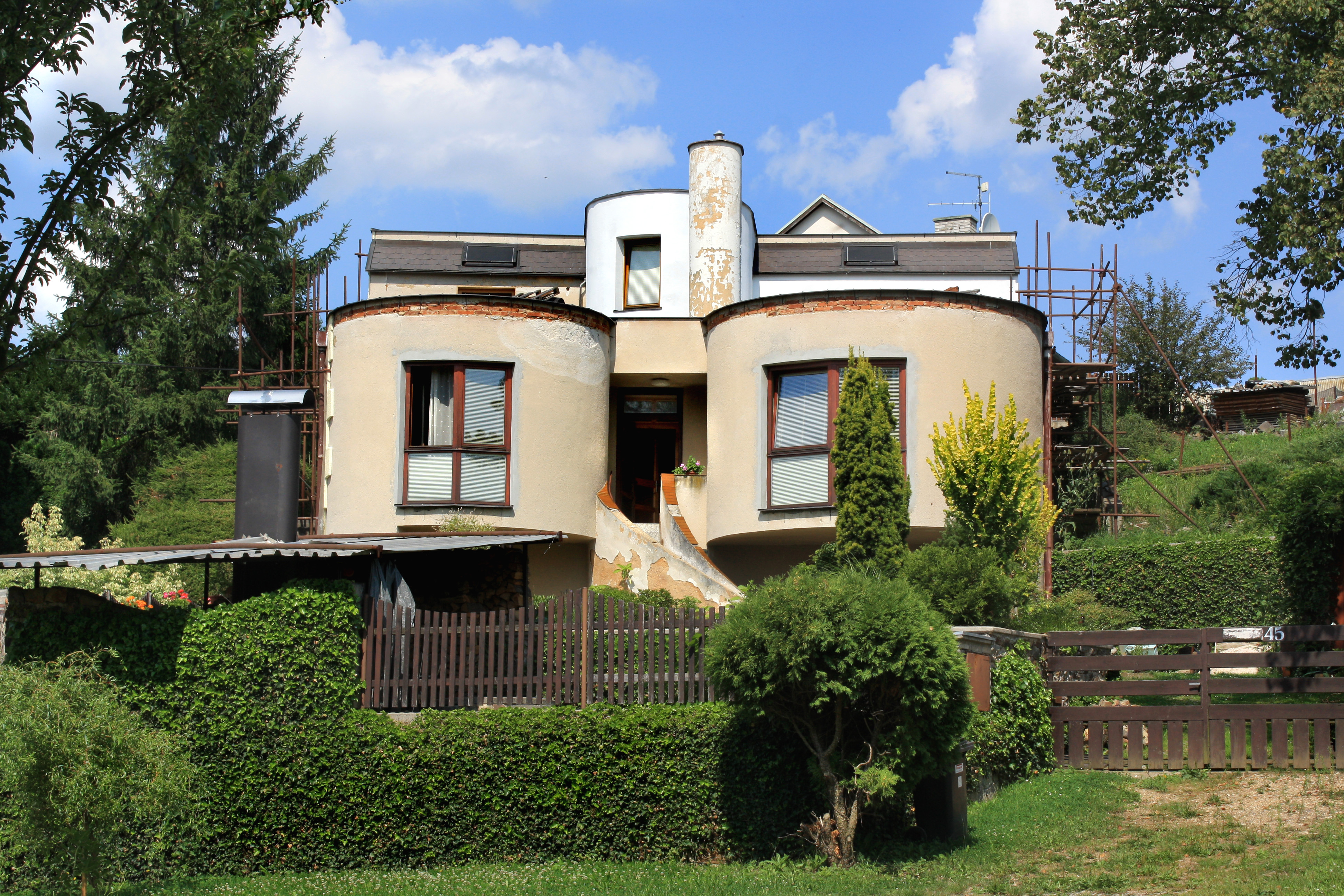
Funkcionalistická vila v ulici K Huti
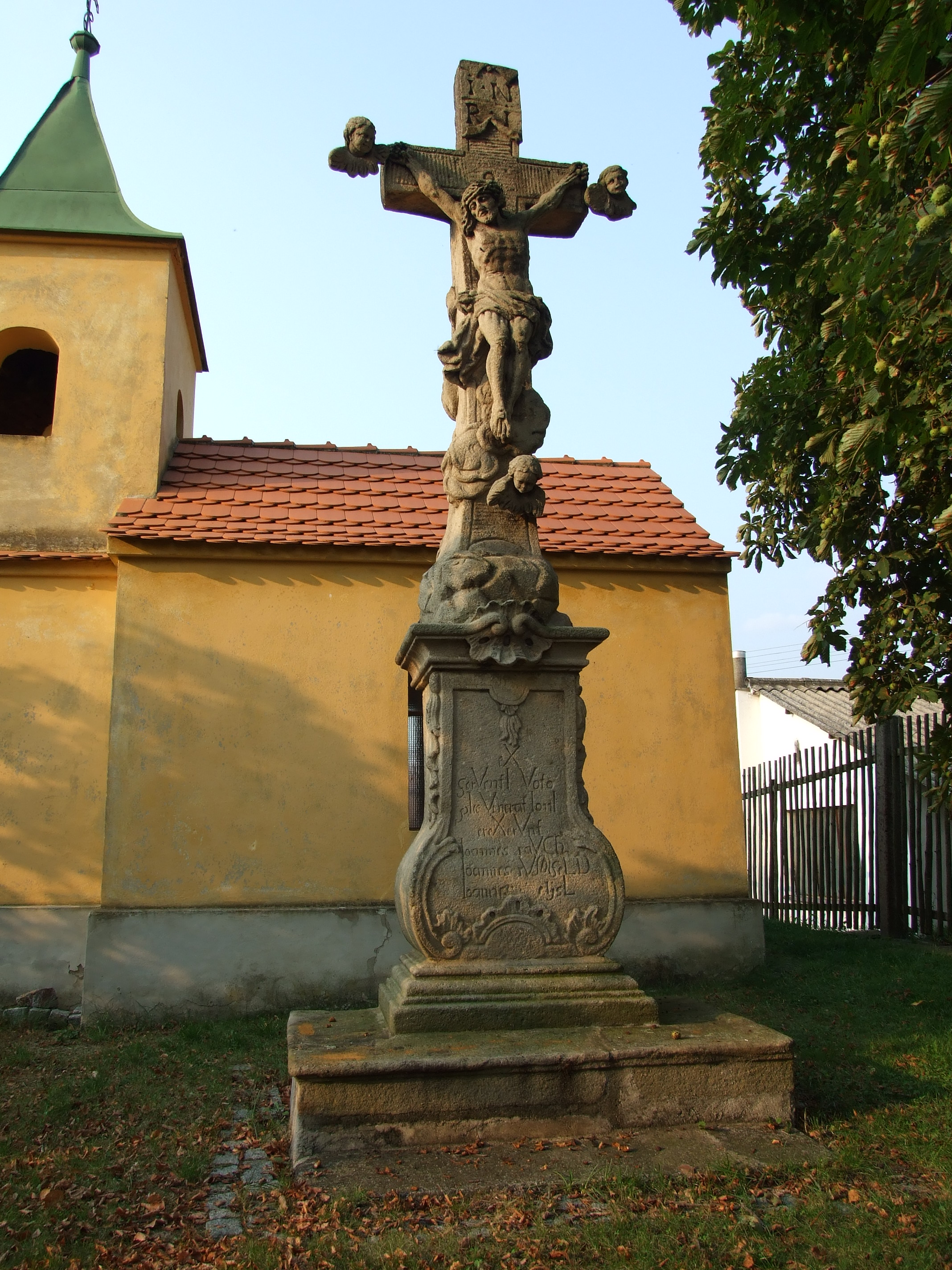
Křížek u kaple
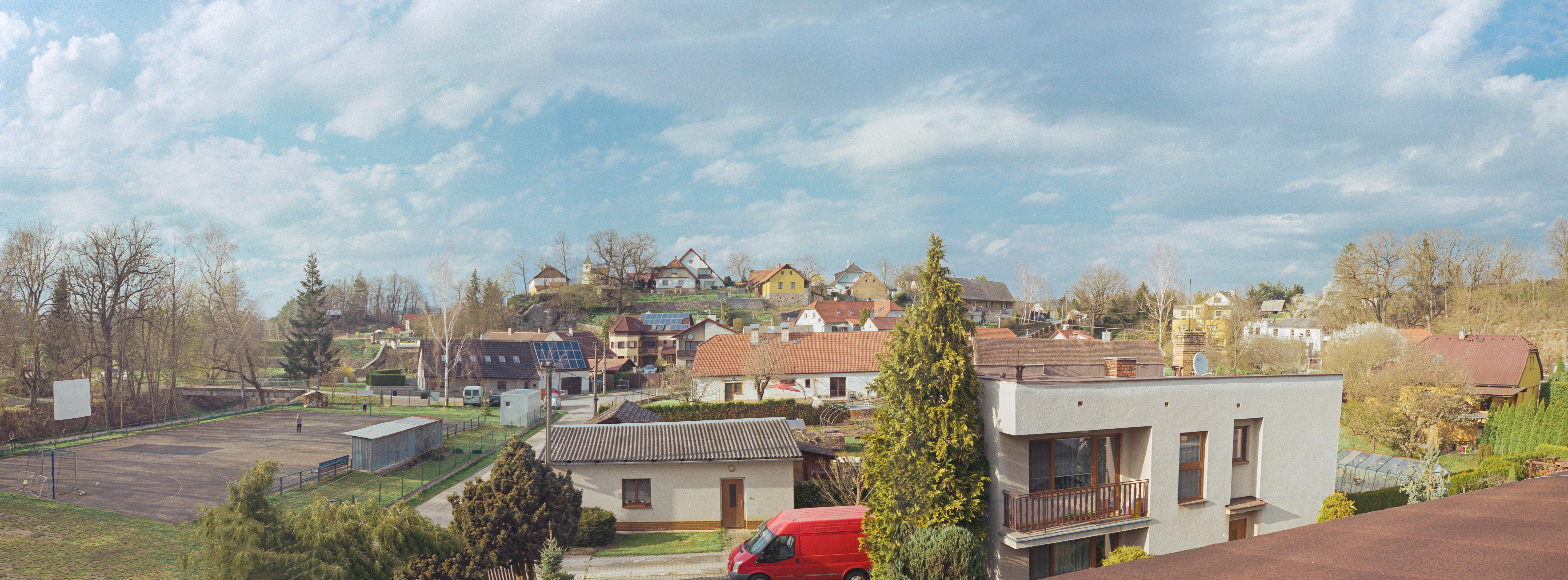
Panorama Borku
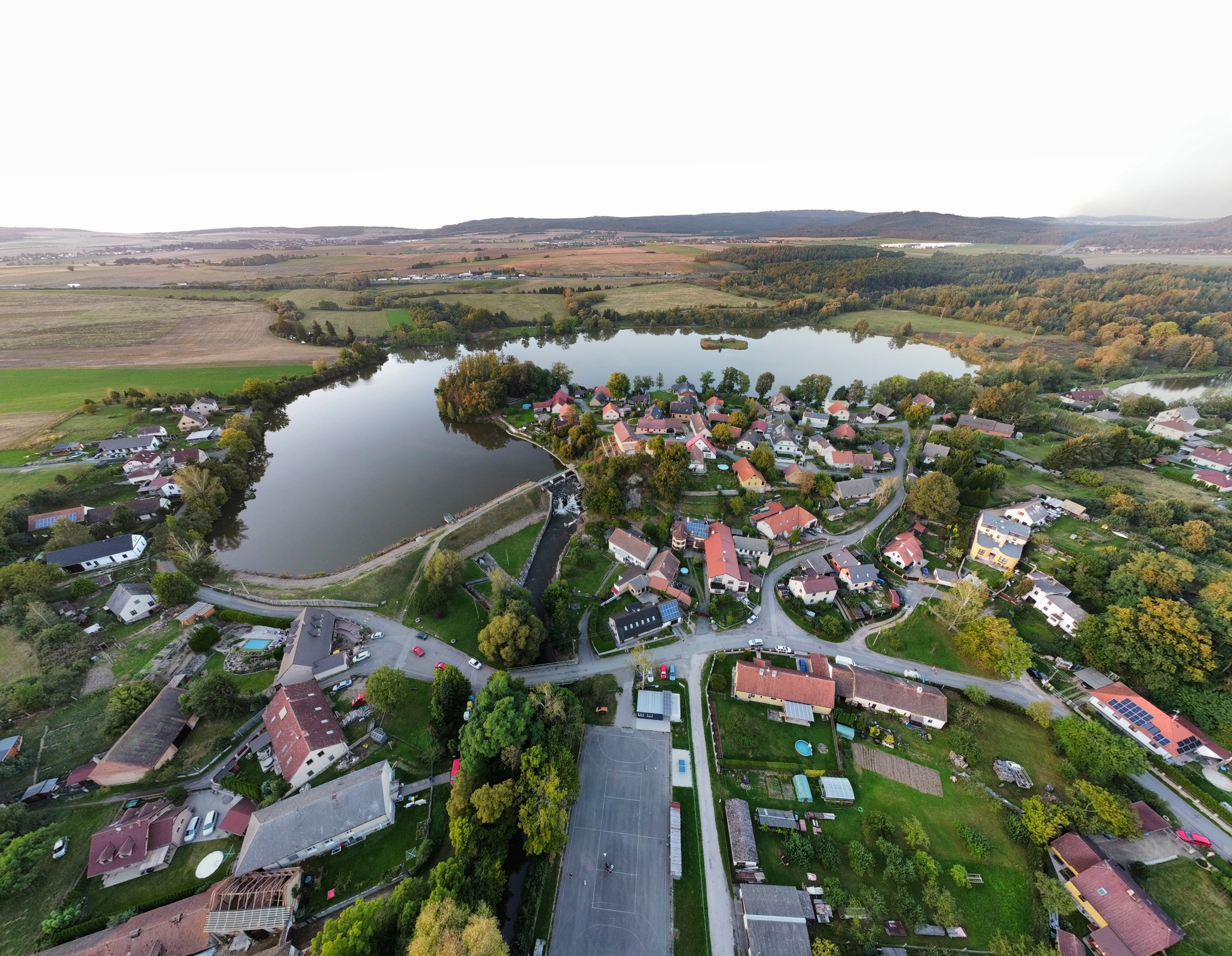
Pohled z výšky